# William Romaine (Pokerspieler)
William Romaine ist ein professioneller US-amerikanischer Pokerspieler. Er ist zweifacher Braceletgewinner der World Series of Poker.

## Pokerkarriere

### Werdegang
Seine erste Geldplatzierung bei einem Live-Pokerturnier erzielte Romaine im März 2008 in Verona im US-Bundesstaat New York. Dort gewann er Ende November 2009 auch sein erstes Live-Turnier und erhielt eine Siegprämie von rund 3300 US-Dollar. Im Januar 2010 kam der Amerikaner beim Main Event des PokerStars Caribbean Adventures auf den Bahamas auf die bezahlten Plätze und sicherte sich 20.000 US-Dollar. Ende Juni 2011 war er erstmals bei der World Series of Poker (WSOP) im Rio All-Suite Hotel and Casino in Paradise am Las Vegas Strip erfolgreich und kam bei einem Turnier der Variante No Limit Hold’em in die Geldränge. Nach je einer Geldplatzierung bei der WSOP 2014, 2015 und 2017 war Romaine 2018 und 2019 je zweimal erfolgreich. Dabei erreichte er beim Main Event im Juli 2019 den sechsten Turniertag und schied dort auf dem mit knapp 150.000 US-Dollar dotierten 61. Platz aus. Bei der aufgrund der COVID-19-Pandemie erstmals ausgespielten World Series of Poker Online (WSOPO) erzielte der Amerikaner ab Juli 2020 insgesamt zehn Geldplatzierungen auf den Onlinepokerräumen WSOP.com und GGPoker. Bei WSOP.com belegte er unter seinem Nickname SlaweelRyam den mit rund 110.000 US-Dollar dotierten zweiten Rang beim High Roller Freezeout und entschied ein Event in Omaha Hi-Lo für sich. Dafür erhielt er ebenfalls rund 110.000 US-Dollar und wurde mit einem Bracelet prämiert. Bei der WSOPO 2021 kam Romaine ebenfalls zehnmal auf die bezahlten Plätze und sicherte sich seine höchste Auszahlung von knapp 130.000 US-Dollar für Platz vier beim Lucky 7’s High Roller. Ende September 2022 gewann er bei WSOP.com ein Freezeout der WSOPO 2022 und sicherte sich rund 80.000 US-Dollar sowie sein zweites Bracelet.
Insgesamt hat sich Romaine mit Poker bei Live-Turnieren knapp 250.000 US-Dollar erspielt.

### Braceletübersicht
Romaine kam bei der WSOP 45-mal ins Geld und gewann zwei Bracelets:
| Jahr   | Buy-in (in $) | Turnier                     | Teilnehmer | Preisgeld (in $) |
| ------ | ------------- | --------------------------- | ---------- | ---------------- |
| 2020 O | 1000          | WSOP.com – Omaha 8 6-Max    | 525        | 110.673          |
| 2022 O | 2500          | WSOP.com – No-Limit Hold’em | 153        | 079.754          |